# Kodikológia

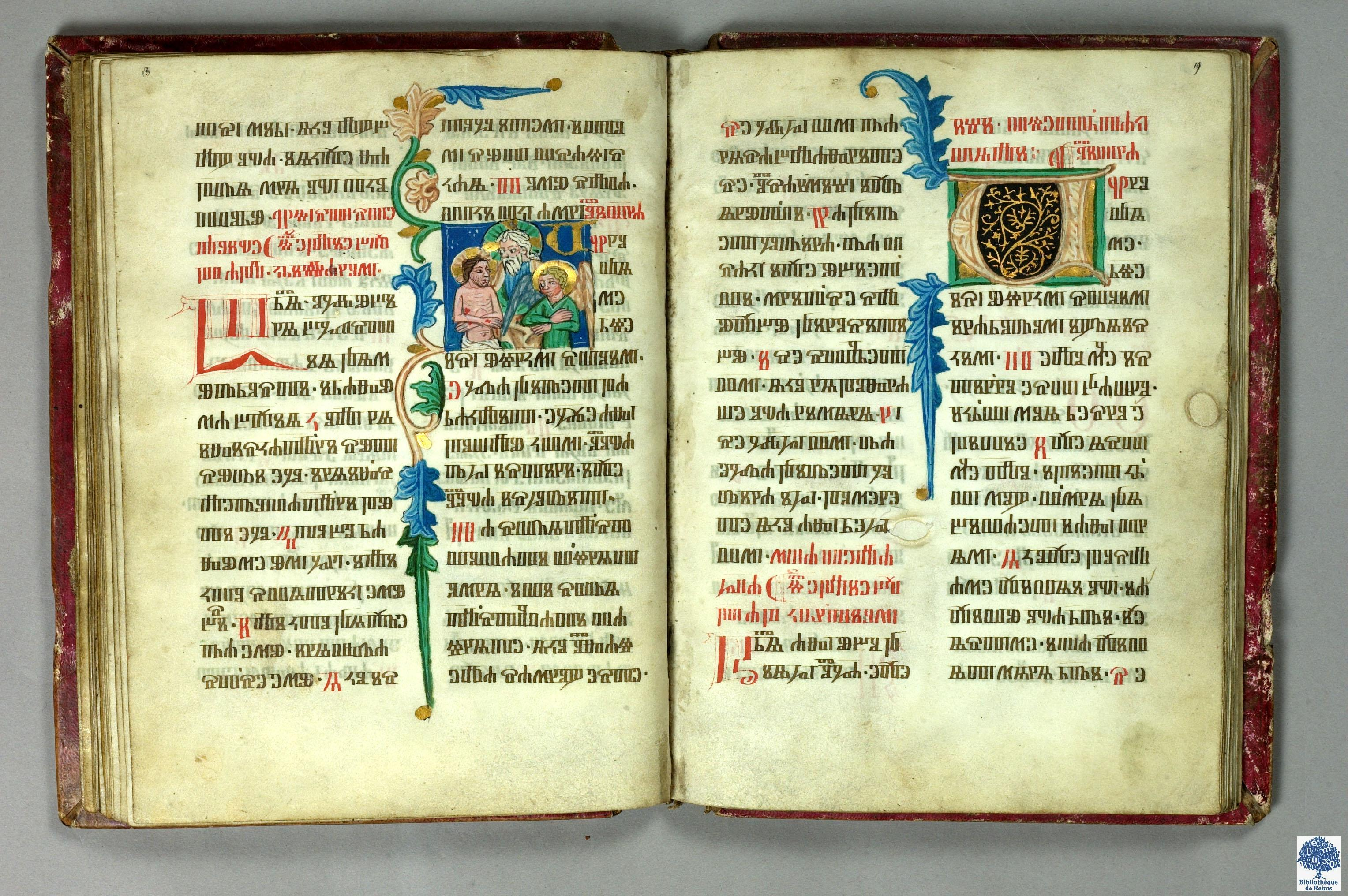
A Reimsi evangéliumos könyv

A kodikológia (/ˌkoʊdɪˈkɒlədʒi/; francia nyelven codicologie; a latin codex, genitivus codicis, "jegyzetfüzet, könyv", görög nyelven -λογία, -logia) a kódexek vagy kéziratos könyvek tanulmányozására használt szó, melyet gyakran "a könyv régészete" néven is neveznek.
A kodikológia kifejezést François Masai alkotta meg. A kodikológia a kódexek készítéséhez használt anyagokkal, eszközökkel és technikákkal, valamint azok jellemzőivel foglalkozik.
A kodikológiát egyesek önmagában is teljes tudományágnak tekintik, míg mások a szövegkritikai elemzés és a szövegátadás segédtudományának tekintik, amelyet a filológia tanulmányoz. A kodikológusok többek között tanulmányozhatják a könyvtárak, a kéziratgyűjtés, a könyvkatalógusok és az írástudók történetét is, amely egyébként a könyv történetéhez tartozik. Egyes kodikológusok szerint a területük magába foglalja a paleográfiát, a kézírás tanulmányozását, míg egyes paleográfusok szerint a területük magába foglalja a kodikológiát. Az olyan írásjellemzők tanulmányozása, mint a marginalia, a glossza, a tulajdonosi feliratok stb. mindkét táborba beletartozik, akárcsak a díszítés fizikai aspektusainak tanulmányozása, amely egyébként a művészettörténethez tartozik. A hagyományos paleográfiával ellentétben a kodikológia nagyobb hangsúlyt fektet a könyvek kulturális nézőpontjára. Az anyagra való összpontosítást stricto sensu kodikológiának, míg a paleográfiát, filológiát, művészettörténetet és a könyv történetét magába foglaló, tágabb megközelítést lato sensu kodikológiának nevezik, a pontos jelentése pedig a kodikológus szemléletétől függ.
A paleográfiai technikákat a kodikológiai technikákkal együtt alkalmazzák. Az írnok munkájának, a betűstílusoknak és azok változatainak elemzése feltárhatja a könyv jellegét, értékét, célját, korát és a különböző részeinek tulajdonított jelentőséget is.
Számos ősnyomtatványt (inkunabulát), így az 1500-as évekig nyomtatott könyveket teljesen vagy részben kézzel fejeztek be, így ezek a kodikológia területéhez tartoznak.

## Anyagok
A kódexek hordozóanyaga a papirusz, a pergamen (néha hártyának vagy pergamennek is nevezik) és a papír. Fémekkel, pigmentekkel és tintával írják és rajzolják őket. A kódexek minőségétől, méretétől és a hordozó kiválasztásától függ, hogy milyen státuszúak. Papirusz csak a késő ókorban és a korai középkorban található. 

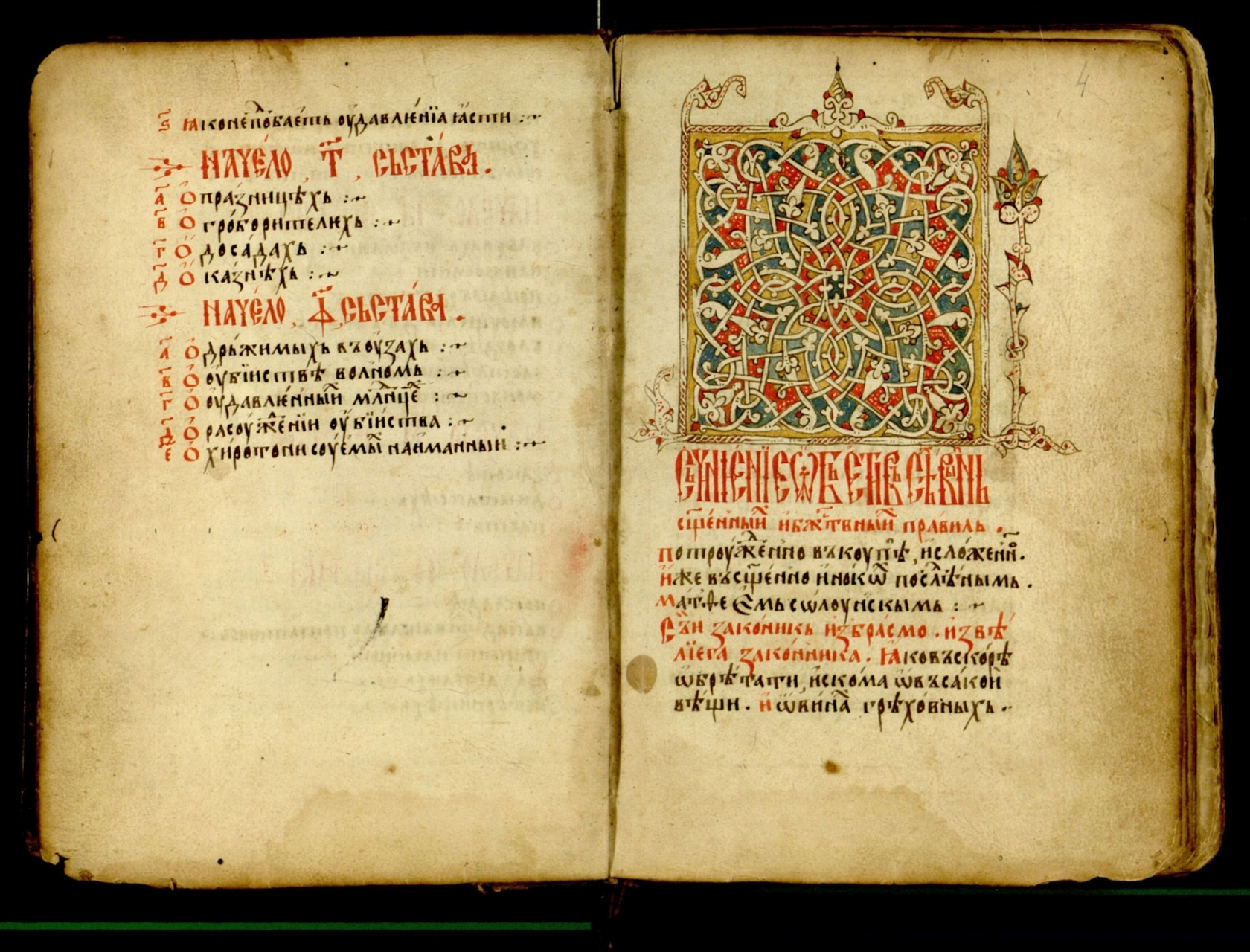
Dušan kódex a 15. századból

A bemutatásra szánt kódexeket a pergamennél tartósabb anyagokkal kötötték be. A pergamen az állatfajok és kivitelezés miatt igen változatos volt, a készítéséhez használt állatok azonosítását csak a 21. században kezdték el tanulmányozni.
Kevéssé ismert, hogy a gyártás hogyan befolyásolta a végtermékeket, a technikát és a stílust. A stílus változásait azonban inkább a technika változatossága támasztja alá. A 14. és 15. század előtt a papír drága volt, és általában a fényűző példányok elkészítésére használták.

## Szerkezet
A kódex szerkezete magába foglalja a méretét, formátumát (a quires vagy gyűjtemények, amelyek többször, gyakran kétszer összehajtogatott lapokból állnak - a bifolió), a varrás, a könyvkötés és az újrakötés. Egy quire (papír) több egymásba illesztett, összehajtogatott lapból állt - legalább három, de leggyakrabban négy bifolióból, azaz nyolc lapból és tizenhat oldalból: latin quaternio vagy görög tetradion, amely a quires szinonimájává vált. Hacsak nem másoltak pontosan egy exemplárt (másolandó szöveget), a formátum különbözött. A kódexek írásának előkészítésekor olyan uralkodási mintákat használtak, amelyek meghatározták az egyes oldalak elrendezését. A lyukakat tüskés ólomkerékkel és körrel szurkálták be. A vonalazást ezután külön-külön alkalmazták minden egyes oldalon vagy egyszer a felső fólión keresztül. A tulajdonosi jelöléseket, díszítéseket és a megvilágítást is tanulmányozzák. Mivel ezek a jellemzők idő- és helyfüggők, a kodikológia a scriptoriákra, illetve bármely gyártási központra és a kódexek könyvtáraira jellemző sajátosságokat határoz meg.

## Oldalak
A vízjelek megadhatják - bár gyakran csak hozzávetőlegesen - a másolás időpontját is. Az elrendezést - a margó méretét és a sorok számát - határozzák meg. Lehetnek szöveg tagolások, futófejezetek, nyitások, fejezetek és bekezdések. Helyet adtak az illusztrációknak és a díszített útmutató betűknek. A tudósok számára készült könyvek apparátusa a 13. és 14. században vált bonyolultabbá, amikor is kialakultak a fejezet-, vers- és oldalszámozás, a marginalia-kereső útmutatók, indexek, glosszáriumok és tartalomjegyzékek.

## Eredet
A kéziratok tanulmányozása nagy hagyománnyal rendelkezik, míg a kodikológia története azonban rövid. A 15. században "De laude scriptorium" címmel két mű is megjelent, amelyek a kéziratokat és a másolók munkáját dicsérték. Az egyiket Jean Gerson párizsi teológus, a másikat Johann Trithemius, a sponheimi bencés kolostor apátja írta. 

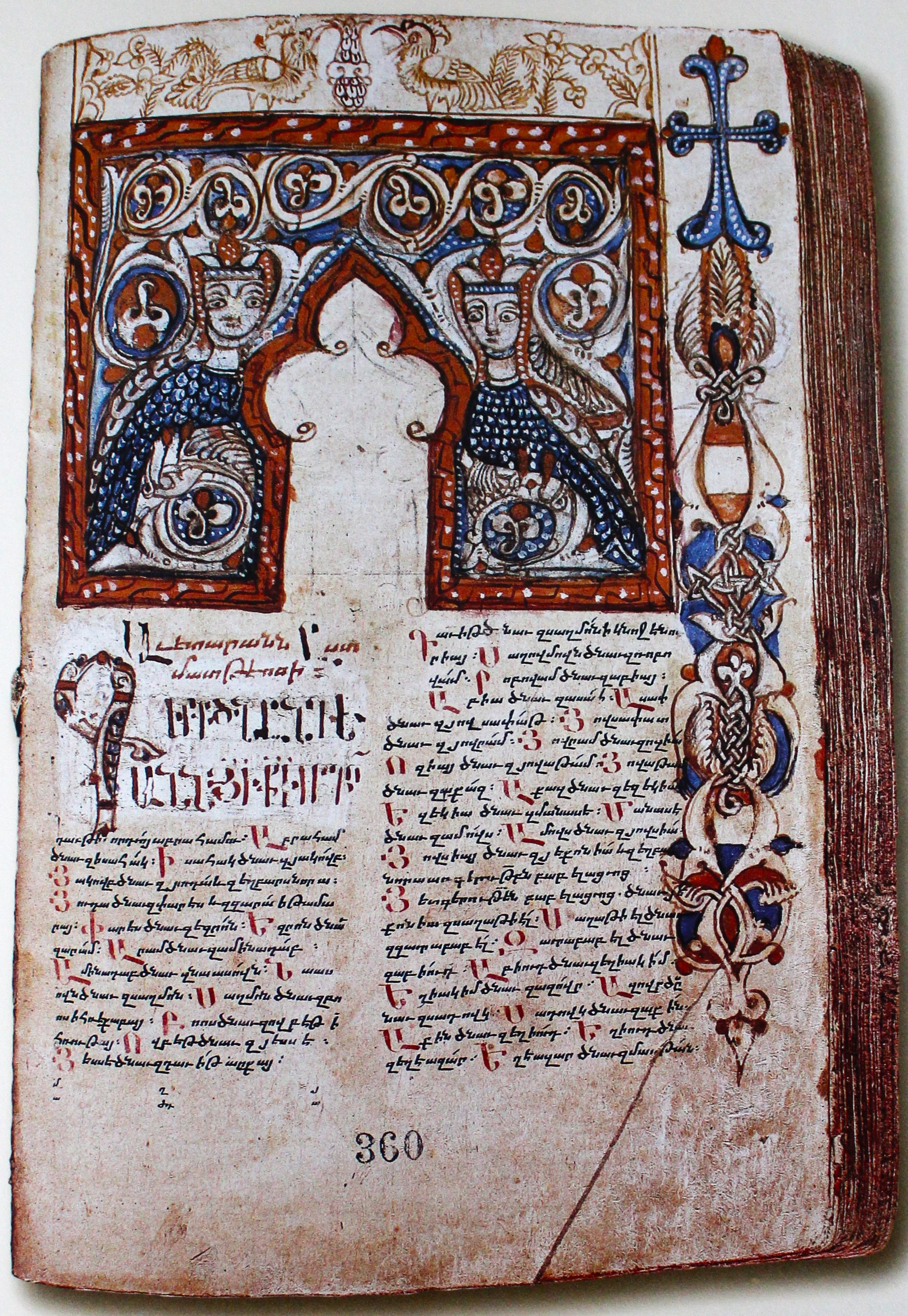
Örmény kódex egy lapja az Örmény Nemzeti Könyvtárból

A 16. és 17. században, ahogy a kéziratok tanulmányozása előrehaladt, viták alakultak ki a filológusok és a teológusok között. A 17. században a bollandisták hagiográfiákat gyűjtöttek, és kritikusan vizsgálták tartalmukat és eredetüket. A mauristák hozzájárultak a szövegek történeti és kritikai elemzéséhez, Jean Mabilont pedig a paleográfia és a diplomácia atyjának tartják. 1739-ben Bernard de Montfaucon maurista szerzetes megfogalmazta a kodikológia alapelveit. 1819-ben Heinrich Stein megalapította a Gesellschaft für ältere deutsche Geschichtskunde-t, amely kiadta a Monumenta Germaniae Historica-t és tanulmányokat a középkori kódexekről. 1821-ben megalakult az École Nationale des Chartes, amelynek egyik legaktívabb kéziratkutatója Leopold Delisle volt.
1825-ben Adolph Ebert könyvtáros adott ki monográfiát a diplomáciáról, az epigráfiáról és az általa Bücherhandschrifftenkunde - "a kéziratok belső és külső jellemzőinek tudománya" - néven emlegetett témakörökről. Ludwig Traube filológus 1909-ben különbséget tesz a paleográfia és a Handschrifftenkunde között. Traube szerint a paleográfia az írás megfejtésével, a rövidítések értelmezésével és a szöveghibák felkutatásával, valamint a kézirat datálásával és helymeghatározásával foglalkozik, míg a Handschrifftenkunde a kódex anyagi elemeit, elkészítését és a szöveghez nem tartozó írásokat, például a megjegyzéseket tanulmányozza.
Az általános hagyomány azonban egészen a 20. századig úgy tekintette a paleográfiát, hogy az nem csak a kéziratot foglalja magában, hanem mindent, amit a kézirat datálásához használnak. Victor Gardthausen "Görög paleográfia" című művében a paleográfiát Buchwesen (a könyv szerkezete) és Schriftwesen (az írás szerkezete) részekre osztotta[. A kéziratok tanulmányozása egészen az 1930-as évek elejéig az irodalomtörténethez és a filológiához is kapcsolódott.
A kodikológiát a 19. század vége óta tanulmányozzák összefüggően. 1934-ben Charles Samaran javasolta a kodikográfia kifejezést, amelyet a bibliográfiával, a nyomtatott könyvek tanulmányozásával párhuzamosan értelmezett; a kézirattudományt a filológiától elkülönítve. A kodikológia kifejezést Alphonse Dain alkotta meg 1949-ben megjelent Les manuscrits című könyvében a kéziratok külső jegyeinek - történet, gyűjtemények, katalógusok - tanulmányozására, mivel a tárgyi szempontok és belső jegyek tanulmányozását is a paleográfiához tartozónak értette.

## Régészeti fordulat
Idővel a kodikológia szó jelentése átalakult a kódexnek mint régészeti tárgynak tanulmányozásává; ez a Buchwesennek felel meg. François Masai átvette a kodikológia kifejezést, és 1950-ben a Scriptoriumban publikált egy cikket, amelyben a kodikológia paleográfiától való függetlenségét szorgalmazta. A kodikológiát a diplomáciával rokon és a régészet körébe tartozó területnek tekintette. A kodikológiát nem tekintette történeti diszciplínának, így ez elválasztotta a könyv történetétől és a kultúrtörténettől. Léon Delaissé inkább a Masai-féle "a könyv régészetét" használta. Léon Gilissen "Prolegomènes à la codicologie" című művét sokan a könyv valódi régészete alapművének tekintik.

## Fordítás
Ez a szócikk részben vagy egészben  a   Codicology című angol Wikipédia-szócikk fordításán alapul.  Az eredeti cikk szerkesztőit annak laptörténete sorolja fel. Ez a jelzés csupán a megfogalmazás eredetét és a szerzői jogokat jelzi, nem szolgál a cikkben szereplő információk forrásmegjelöléseként.